# Karen Lachmann
Karen Vilhelmine Lachmann, née le 30 mai 1916 à Pékin et morte le 30 septembre 1962 à Gentofte, est une escrimeuse danoise.

## Biographie
Karen Lachmann et ses deux sœurs, par le second mariage de leur mère, sont introduites dans une famille aisée juive de Copenhague. Leur situation leur permet d'aborder de nombreux sports. Karen choisit l'escrime, une option appréciée chez les jeunes filles, il s'agit alors d'un sport d'élite, facilement accessible aux jeunes filles car jugé plus décent que d'autres disciplines, dans la rigueur de la tenue.
Lachmann prend part à quatre Jeux olympiques : Berlin en 1936, Londres en 1948, Helsinki en 1952 et Melbourne, 1956. Les quatre fois, elle parvient à se qualifier pour la poule finale. En 1936, elle perd quatre assauts, dont un contre les trois médaillées (Ilona Elek, Helene Mayer et Ellen Müller-Preis) et se classe cinquième. En 1948, avec cinq victoires et deux défaites, elle finit seconde, devancée par Ilona Elek. En 1952, quatre tireuses sont à égalité avec quatre victoires et trois défaites. Lachmann les devance à la différence de points, et remporte la médaille de bronze. Pour ses derniers Jeux, en 1956, elle ne peut faire mieux que le sixième place.
Aux championnats du monde, elle est médaillée de bronze par équipes en 1937. C'est après-guerre que sa carrière décolle réellement. Le Danemark s'impose en 1947 et 1948 par équipes, mais en individuel, il lui faut attendre 1954, sa dernière médaille, pour décrocher l'or contre Ilona Elek. Entretemps, elle a remporté deux médailles d'argent individuelles, en 1949 et 1951, battue par ses éternelles rivales Ellen Müller-Preis et Ilona Elek.
Lachmann travaille comme secrétaire à l'université de pharmacologie de Copenhague. Elle préside le club de Trekanten de 1955 à sa mort. Peu avant son décès, elle est élue au conseil d'administration du comité national olympique danois. Elle repose désormais au cimetière de Bispebjerg.

## Palmarès
- Escrime aux Jeux olympiques
  -  Médaille d'argent aux Jeux olympiques de 1948 à Londres
  -  Médaille de bronze aux Jeux olympiques de 1952 à Helsinki

- Championnats du monde d'escrime
  -  Médaille d'or aux championnats du monde d'escrime 1954 à Luxembourg
  -  Médaille d'or par équipes aux championnats du monde d'escrime 1948 à La Haye
  -  Médaille d'or par équipes aux championnats du monde d'escrime 1947 à Lisbonne
  -  Médaille d'argent aux championnats du monde d'escrime 1951 à Stockholm
  -  Médaille d'argent aux championnats du monde d'escrime 1949 au Caire
  -  Médaille de bronze par équipes aux championnats du monde d'escrime 1937 à Paris